# Ulhasnagar
Ulhasnagar (hindi उल्हासनगर, trl. Ulhāsnagar, trb. Ulhasnagar; ang. Ulhasnagar) – miasto w zachodnich Indiach, w stanie Maharashtra.
Liczba mieszkańców w 2001 roku wynosiła 472 943.
W mieście rozwinął się przemysł włókienniczy, chemiczny oraz cementowy.